# Tetracytherura
Tetracytherura är ett släkte av kräftdjur. Tetracytherura ingår i familjen Cytheruridae.
Kladogram enligt Catalogue of Life:
| Tetracytherura | \| \| Tetracytherura choctawhatcheensis \| \| \| \| \| \| Tetracytherura norfolkensis \| \| \| \| |
|                | \| \| Tetracytherura choctawhatcheensis \| \| \| \| \| \| Tetracytherura norfolkensis \| \| \| \| |
|                | Aversovalva                                                                                       |
|                |                                                                                                   |
|                | Cytheropteron                                                                                     |
|                |                                                                                                   |
|                | Cytherura                                                                                         |
|                |                                                                                                   |
|                | Eucytherura                                                                                       |
|                |                                                                                                   |
|                | Hemicytherura                                                                                     |
|                |                                                                                                   |
|                | Microceratina                                                                                     |
|                |                                                                                                   |
|                | Microcytherura                                                                                    |
|                |                                                                                                   |
|                | Oculocytheropteron                                                                                |
|                |                                                                                                   |
|                | Pedicythere                                                                                       |
|                |                                                                                                   |
|                | Semicytherura                                                                                     |
|                |                                                                                                   |
|                | Swainocythere                                                                                     |
|                |                                                                                                   |
|                | Xylocythere                                                                                       |
|                |                                                                                                   |
|                | Tetracytherura choctawhatcheensis                                                                 |
|                |                                                                                                   |
|                | Tetracytherura norfolkensis                                                                       |
|                |                                                                                                   |

|  | Tetracytherura choctawhatcheensis |
|  |                                   |
|  | Tetracytherura norfolkensis       |
|  |                                   |